# 892 Seeligeria
892 Seeligeria је астероид са пречником од приближно 76,02 .
Афел астероида је на удаљености од 3,553 астрономских јединица (АЈ) од Сунца, а перихел на 2,909 АЈ. 
Ексцентрицитет орбите износи 0,099, инклинација (нагиб) орбите у односу на раван еклиптике 21,312 степени, а орбитални период износи 2121,463 дана (5,808 година). 
Апсолутна магнитуда астероида је 9,50 а геометријски албедо 0,048.
Астероид је откривен 31. маја 1918. године.